# Adetona Omokanye
Adetona Omokanye (* 17. července 1990) je nigerijský umělecký fotograf. Narodil se v Erin-Ile, stát Kwara, Nigérie, v současné době žije v Torontu v Kanadě, kam se v roce 2020 přestěhoval z Lagosu v Nigérii. Omokanye v různých dobách mimo jiné pracoval na úkolech a zakázkách pro Bloomberg, Getty Images, World Food Program, Eater, Global Citizen. Jeho působivá díla mu vysloužila mezinárodní renomé a objevil se na několika výstavách a mediálních platformách po celém světě.

## Vzdělání
Omokanye získal bakalářský titul v oboru námořní vědy na Lagoské univerzitě v roce 2013. Poté v roce 2017 ve stejné instituci získal titul Master of Science v oboru znečištění moří a managementu

## Práce a uznání
V roce 2018 Adetona Omokanye spolupracoval s německou novinářkou na volné noze Petrou Sorgeovou na provedení tříměsíčního dokumentárního vyšetřování odhalující pracovní rizika, otravy a znečištění životního prostředí v průmyslu recyklace olověných baterií a kolem nich ve státech Lagos a Ogun v Nigérii. Třídílná mediální zpráva vytvořená z vyšetřování na BusinessDay Newspaper získala v roce 2019 první cenu Fetisovových novinářských cen v kategorii Excelence v environmentální žurnalistice Omokanye byl profilován na Create Magazine.
Adetona Omokanye je první Nigerijec a Afričan, který získal Creative Bursary udělené společnostmi Getty Images a Verizon Media (nyní Yahoo ). Grant s tematikou postižení získal v roce 2019 jako vítěz na třetím místě se svým projektem s názvem „Beyond 4ft-10inch“, který se snaží dekonstruovat sociokulturní stereotypy trpaslíků v médiích a reklamě v Nigérii. Byl jedním z inauguračních Fellows of the Bakanal de Afrique Artist Fellowship Cohort 2020 a jeho série „Fàyàwọ́“, která promítá drsnou realitu pašování přes beninsko-nigerijskou hranici, byla vystavena v Bakanal de Afrique ‚Mi Soon Come 2020‘; křižovatky městské dopravy s kulturou, třídou a občanstvím. V roce 2020 získal čestnou funkci jako jeden z dlouhodobých soutěžících o cenu PhMuseum Mobile Photo Prize. Zúčastnil se New York Portfolio Review 2021, který je produkován fotografickým oddělením The New York Times a Craig Newmark Graduate School of Journalism na City University of New York.
V květnu 2022 se Omokanye dostal do užšího výběru ceny za současnou africkou fotografii 2022 se svými digitálními kolážemi, které zkoumaly spojitost mezi kulturou a tradicí v tradičním oblečení Egúngún a současném haute-couture modelingu. V říjnu 2022 mu stejná kolekce s názvem „Spiritually Fashionable“ společně s 19 dalšími fotografy vynesla inaugurační Summer Open Awards LensCulture Awards. Jednotlivé snímky ze sbírky byly také součástí veřejné umělecké výstavy s názvem „I Am Still Here: Black Joy is Resistance“, která se vystavovala na Union Station v Torontu od února do května 2023. Mezi dubnem a červencem 2023 byla další díla Omokanyeho součástí dalších dvou skupinových výstav v Torontu.
Omokanyeho práce pokrývající #EndSARS Protesty proti policejní brutalitě v Nigérii v říjnu 2020 byly uvedeny na různých mezinárodních mediálních platformách včetně Getty Images, Bloomberg, Wall Street Journal, Times Magazine, Huffington Post, The Guardian, BuzzFeed News, GQ a Amnesty International. Jeho práce o životě a společnosti během pandemie koronaviru, digitálním začleňování a rozvoji technologií, kultuře jídla a několika dalších tématech a sociálních otázkách v Lagosu a dalších nigerijských městech se také objevily v dalších mezinárodních médiích, jako jsou Al Jazeera, Bloomberg, Reuters, Der Spiegel, WORLD Magazine, Eater, Financial Times, CNBC Africa, TechCabal a několika dalších.
V září 2022 byl Omokanye profilován v Globe and Mail jakožto důležitý nigerijský fotograf, který zpochybňuje "pohled chudoby " na Afriku oslavou západoafrické módy prostřednictvím svých děl.
Je členem Diversify Photo, antikoloniálního, antipatriarchálního a pro- BIPOC inkluzivního fotografického hnutí; a African Photojournalism Database (APJD), což je společný projekt World Press Photo Foundation a Everyday Africa.